# Georgi Petrow (judoka)
Georgi Angełow Petrow (bułg. Георги Ангелов Петров, ur. 17 września 1954 w Studeno bucze) – bułgarski judoka. Dwukrotny olimpijczyk. Zajął siódme miejsce w Moskwie 1980 i trzynaste w Seulu 1988. Walczył w wadze półśredniej i średniej.
Wicemistrz świata w 1985; trzeci w 1981; piąty w 1987; uczestnik zawodów w 1979 i 1983. Złoty medalista mistrzostw Europy w 1981; trzeci w 1985 roku.

## Letnie Igrzyska Olimpijskie 1980
| Konkurencja | Eliminacje             | Eliminacje              | Repasaże              | Klas. końcowa |
| Konkurencja | Przeciwnik I           | Przeciwnik II           | Przeciwnik I          | Miejsce       |
| ----------- | ---------------------- | ----------------------- | --------------------- | ------------- |
| 78 kg       | Vladimír Bárta (TCH) Z | Szota Chabareli (URS) P | Harald Heinke (GDR) P | 7.            |

## Letnie Igrzyska Olimpijskie 1988
| Konkurencja | Eliminacje          | Eliminacje          | Klas. końcowa |
| Konkurencja | Przeciwnik I        | Przeciwnik II       | Miejsce       |
| ----------- | ------------------- | ------------------- | ------------- |
| 86 kg       | Ng Chiu Fan (HKG) Z | János Gyáni (HUN) P | 13.           |